# Stanstead St Margarets
Stanstead St Margarets è un villaggio e parrocchia civile dell'Inghilterra, appartenente alla contea dell'Hertfordshire.